# Ilse Lenz

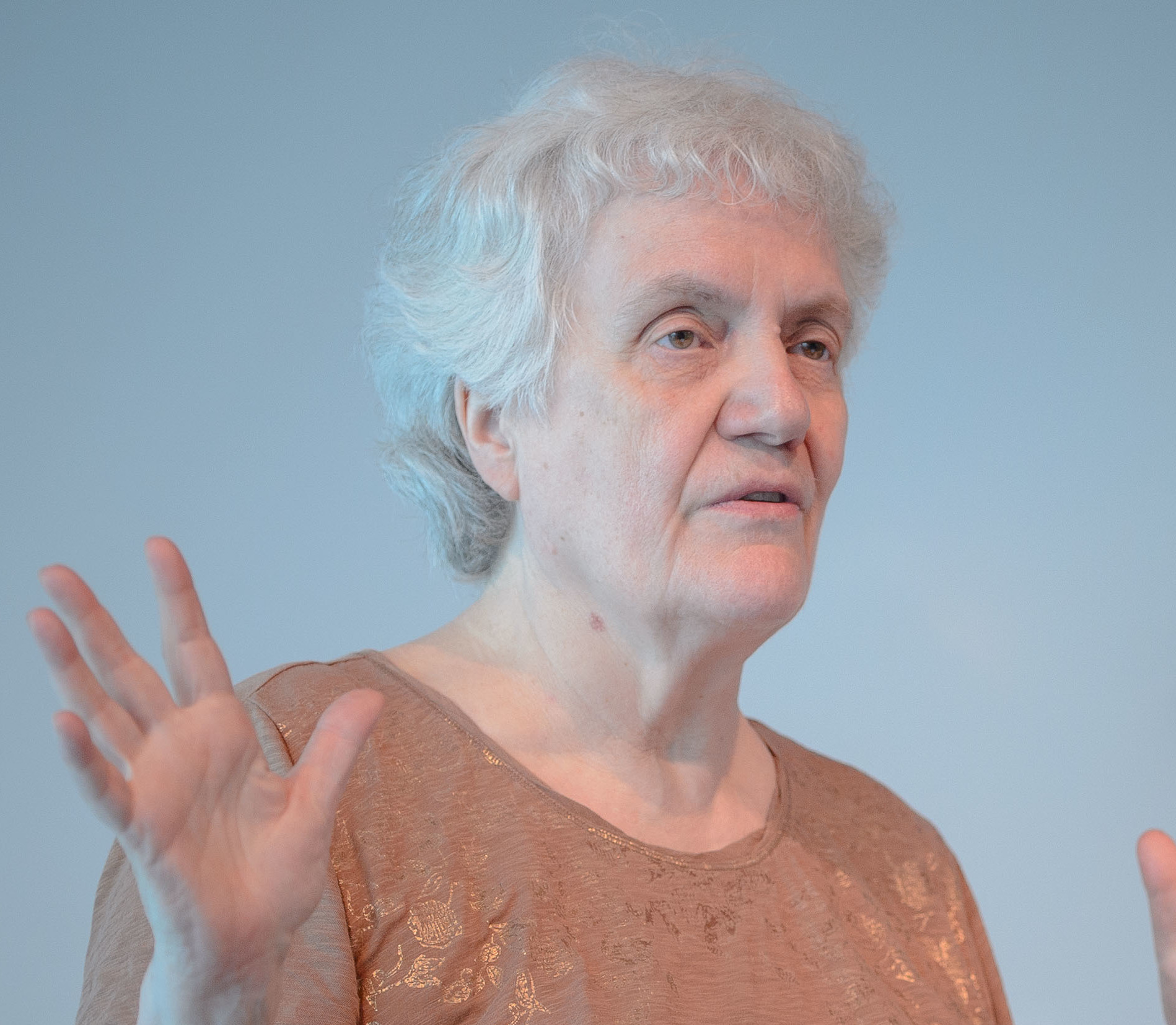
Ilse Lenz (2016)

Ilse Lenz (* 16. Februar 1948 in München) ist eine deutsche Soziologin. Ihre Arbeitsschwerpunkte sind Arbeitsmarkt und Geschlecht in Japan und Deutschland, die japanische und deutsche Frauenbewegung, neue integrative Ansätze in der Sozialstrukturforschung, interkulturelle qualitative Forschung sowie Globalisierung und sozialer Wandel.

## Akademischer Werdegang
Ilse Lenz studierte in den USA, in Japan und an der Universität München. 1983 promovierte sie an der FU Berlin mit einer Dissertation zur Frauenarbeit in der japanischen Industrialisierung aus entwicklungssoziologischer Sicht. In ihrer Habilitation 1989 an der Universität Münster untersuchte sie das Geschlechterverhältnis auf dem japanischen Arbeitsmarkt und die Einflüsse der Computerisierung. Beide Forschungen erfolgten auf Grundlage von Experten-Interviews und Archivarbeit auf Japanisch.
Von 1992 bis zu ihrer Emeritierung 2012 hatte Ilse Lenz eine Professur für Soziologie an der Fakultät für Sozialwissenschaften der Universität Bochum inne. Im Sommersemester 2017 und im Sommersemester 2018 war sie Seniorprofessorin an der Johann Wolfgang Goethe-Universität Frankfurt.

## Werk
Ilse Lenz bearbeitete zusammen mit Michiko Mae, Lehrstuhlinhaberin des Instituts für Modernes Japan an der Universität Düsseldorf, das Projekt „Die neuen Frauenbewegungen in Deutschland und Japan im interdisziplinären und interkulturellen Vergleich“, als dessen Ergebnis u. a. ein Sammelband mit übersetzten Quellen zur Geschichte der japanischen Frauenbewegung erschienen ist. Mit Mae gab sie drei Veröffentlichungen heraus und koordiniert einen jährlichen Workshop zur Geschlechterforschung zu Japan im Rahmen der Vereinigung für sozialwissenschaftliche Japanforschung.
Im Jahr 2008 brachte Ilse Lenz ein Buch mit dem Titel Die neue Frauenbewegung in Deutschland heraus, das 262 Originalquellen von 1968 bis heute versammelt und kommentiert. Heide Oestreich würdigte es in ihrer Rezension für die taz als „Vermächtnis der Frauenbewegung“, das angesichts der in den Medien immer wieder aufbereiteten Klischees über den Feminismus als „reinste Aufklärung“ erscheine. Thomas Gesterkamp bezeichnete es als „historisches Standardwerk“.
Ilse Lenz ist Mitherausgeberin der Buchreihe Geschlecht & Gesellschaft des Verlags für Sozialwissenschaften und war Sprecherin der Sektion Frauenforschung in der Deutschen Gesellschaft für Soziologie. Sie ist aktives Mitglied beim Institut für Protest- und Bewegungsforschung.
Sie ist Mitglied des Rats für Migration.

## Schriften
- Kapitalistische Entwicklung, Subsistenzproduktion und Frauenarbeit: der Fall Japan. Dissertation. Campus Verlag, Frankfurt 1984, ISBN 3-593-33407-0.
- mit Ute Luig: Frauenmacht ohne Herrschaft. Geschlechterverhältnisse in nichtpatriarchalischen Gesellschaften. (= Fischer 12827 Die Frau in der Gesellschaft). Fischer-Taschenbuch-Verlag, Frankfurt am Main 1995, ISBN 3-596-12827-7.
- mit Michiko Mae (Hrsg.): Getrennte Welten, gemeinsame Moderne? Geschlechterverhältnisse in Japan (= Geschlecht & Gesellschaft. Band 4). Leske und Budrich, Opladen 1997, ISBN 3-8100-1560-1.
- mit Michiko Mae (Hrsg.): Frauenbewegung in Japan. Gleichheit, Differenz, Partizipation. VS Verlag für Sozialwissenschaften, Wiesbaden 2006, ISBN 3-531-14730-7; Springer Verlag, Heidelberg 2018, ISBN 978-3-531-14730-7 (Neuauflage).
- mit Charlotte Ullrich und Barbara Fersch: Gender Orders Unbound. Globalisation, Restructuring, Reciprocity. Verlag Barbara Budrich, Leverkusen 2007, ISBN 978-3-86649-091-8.
- Die Neue Frauenbewegung in Deutschland. Abschied vom kleinen Unterschied. VS Verlag für Sozialwissenschaften, Wiesbaden 2008, ISBN 978-3-531-14729-1 (zweite, aktualisierte Auflage. 2010).[7]
- mit Katja Sabisch und Marcel Wrzesinski (Hrsg.): Anders und gleich in NRW – Gleichstellung und Akzeptanz sexueller und geschlechtlicher Vielfalt. Forschungsstand, Tagungsdokumenation, Praxisprojekte. Netzwerk Frauen- und Geschlechterforschung, Essen 2012, ISBN 978-3-936199-14-7.
- mit Gerhard Hauck und Hanns Wienold (Hrsg.): Entwicklung, Gewalt, Gedächtnis. Münster 2015, ISBN 978-3-89691-720-1.
- mit Sabine Evertz und Saida Ressel (Hrsg.): Geschlecht im flexibilisierten Kapitalismus? Neue UnGleichheiten. Springer VS, Wiesbaden 2017, ISBN 978-3-658-15347-2.
- mit Michiko Mae: Frauenbewegung in Japan. Quellen und Analysen. Wiesbaden 2023.

Aufsätze
- Die Gerechtigkeitsbewegung für die „Trostfrauen“ in intersektionaler postkolonialer Sicht. In: Peripherie, 169/170, 43, 2023, S. 91–115, doi:10.3224/peripherie.v43i1.05.
- Fueminizumu ni okeru kateiteki intāsekushonaritī to tōsō. In: Tanaka, Hiromi (u. a.) (Hrsg.): Dijitaru shakai no tayōsei to sōzōsei. Tōkiō: Meiji daigakushuppankei (2023), S. 2–50.
- Eine Zeitreise entlang einer Spirale: Von der Hausarbeit zur Fürsorge für alle Geschlechter? In: Louise Toupin: Lohn für Hausarbeit. Chronik eines internationalen Frauenkampfes (1972–1977). Unrast, Münster 2022, ISBN 978-3-89771-344-4, S. 9–21.
- Intersektionale Ungleichheiten in Arbeit und Beruf. In: Astrid Biele Mefebure, Andrea Bührmann, Sabine Grenz (Hrsg.): Handbuch Intersektionalitätsforschung. Springer VS, Wiesbaden 2022, ISBN 978-3-658-26291-4, S. 271–288.
- Berurin no Tomiyama Taeko. Fueminisuto no atisuto ga dō iu fū ni shite turansukaruchā no kūkan to nettowāku o ōkikusuru koto ga dekita no ka? In: Tōyō bunka, 101, S. 175–191.
- Globaler flexibilisierter Kapitalismus und prozessuale Intersektionalität: Die Veränderungen nach Geschlecht und Migration in den Berufsrängen in Deutschland. In: Österreichische Zeitschrift für Soziologie. 2020, 45, S. 403–425. https://link.springer.com/article/10.1007/s11614-020-00432-xs.
- Berurin no Tomiyama Taeko. Fueminisuto no atisuto ga dō iu fū ni shite turansukaruchā no kūkan to nettowāku o ōkiku suru koto ga dekita no ka? In: Tōyō bunka, 2021, 101, S. 175–191.
- Globale Ungleichheiten in der Geschlechterforschung und prozessuale Intersektionalität. In: Anne Schlüter, Sigrid Metz-Göckel, Lisa Mense, Katja Sabisch (Hrsg.): Kooperation und Konkurrenz im Wissenschaftsbetrieb. Barbara Budrich, Opladen (u. a.) 2020, ISBN 978-3-8474-2464-2, S. 51–63.
- Intersektionale Konflikte in sozialen Bewegungen. In: Forschungsjournal Soziale Bewegungen 2019, 32, 3, S. 408–423, http://forschungsjournal.de/node/3128
- Wer sich wo und wie erinnern wollte? Brüche, Kontinuitäten und soziale Ungleichheit in den Neuen Frauenbewegungen. In: Angelika Schaser, Sylvia Schraut, Petra Steymans-Kurz (Hrsg.): Erinnern, vergessen, umdeuten? Europäische Frauenbewegungen im 19. und 20. Jahrhundert. Campus, Frankfurt am Main/New York 2019, ISBN 978-3-593-51033-0, S. 255–283.
- Was kommt nach dem Patriarchat? In: Das Argument 330, 2019, S. 826–841.
- Ungleichheiten nach Geschlecht und Migration in der postmigrantischen deutschen Gesellschaft. In: Naika Foroutan (u. a.) (Hrsg.): Postmigrantische Perspektiven. Ordnungssysteme, Repräsentationen, Kritik. Campus, Frankfurt am Main/New York 2018, ISBN 978-3-593-50773-6, S. 129–144.
- Streit, Geschlecht, Konflikt? In: Rüdiger Lautmann, Hanns Wienold (Hrsg.): Georg Simmel und das Leben in der Gegenwart. Springer VS, Wiesbaden 2018, ISBN 978-3-658-21426-5, S. 209–226.
- Internationale und transnationale Frauenbewegungen. Differenzen, Vernetzungen, Veränderungen. In: Beate Kortendiek, Birgit Riegraf, Katja Sabisch (Hrsg.): Handbuch Interdisziplinäre Geschlechterforschung. Springer, Wiesbaden 2018, ISBN 978-3-658-12495-3, ISBN 978-3-658-12497-7 (zwei Bände) (https://link.springer.com/referencework/10.1007%2F978-3-658-12500-4).
- Feminismus: Denkweisen, Differenzen, Debatten. In: Kortendiek, Beate, Riegraf, Birgit, Sabisch, Katja (Hrsg.): Handbuch Interdisziplinäre Geschlechterforschung. Wiesbaden: Springer. 2018 (https://link.springer.com/referencework/10.1007%2F978-3-658-12500-4).
- Von der Sorgearbeit bis #MeToo.Aktuelle feministische Themen und Debatten in Deutschland. In: Aus Politik und Zeitgeschichte 2018, 17, S. 20–27.
- Vom Männerstaat zur Geschlechterdemokratie? Hundert Jahre Frauenwahlrecht 1918–2018. In: Außerschulische Bildung. Zeitschrift der politischen Jugend- und Erwachsenenbildung (2018), S. 4–11.
- Genderflexer? Zum gegenwärtigen Wandel der Geschlechterordnung. In: Evertz, Sabine; Lenz, Ilse; Ressel, Saida (Hrsg.): Geschlecht im flexibilisierten Kapitalismus. Neue UnGleichheiten. Wiesbaden: VS Verlag 2017, S. 181–222.
- Equality, difference and participation: Women's movements in global perspective. In: S. Berger (Hrsg.): The History of Social Movements. London u. a.
- Räume in Bewegung. Zur Dynamik und Strukturierung globaler und transnationaler Geschlechterräume. In: Birgit Riegraf, Julia Gruhlich (Hrsg.): Geschlecht und transnationale Räume: Feministische Perspektiven auf neue Ein- und Ausschlüsse. Westfälisches Dampfboot, Münster S. 22–44.
- Wechselwirkende Ungleichheiten. Von den Dualismen zur Differenzierung der Differenzen? In: Martina Löw (Hrsg.): Vielfalt und Zusammenhalt. Verhandlungen des 36. Kongresses der Deutschen Gesellschaft für Soziologie. Campus Verlag, Frankfurt am Main/New York 2014, S. 843–858.
- Geschlechterpolitiken und Männlichkeiten. In: Cornelia Behnke u. a. (Hrsg.): Wissen – Methode – Geschlecht: Erfassen des fraglos Gegebenen. Geschlecht und Gesellschaft, Wiesbaden 2014, S. 265–279.
- Geschlechter in Bewegung? Die neuen Frauenbewegungen und der Wandel der Geschlechterordnungen. In: Barbara Rendtorff, Birgit Riegraf, Claudia Mas (Hrsg.): 40 Jahre Feministische Debatten. Resümee und Ausblick. Beltz Juventa, Weinheim/Basel 2014, S. 12–30.
- From Mothers of the Nation to embodied Citizens? Reflexive modernization, women’s movements and the nation in Japan. In: Vera Mackie, Andrea Germer, Ulrike Wöhr: Gender, Nation and State in Modern Japan. Routledge, New York 2014, S. 211–230.
- Changing agents of change? Anmerkungen zur Transformation sozialer Bewegungen am Beispiel der Neuen Frauenbewegung. In: Jürgen Mittag, Heike Stadtland: Theoretische Ansätze und Konzepte in der Forschung über soziale Bewegungen in der Geschichtswissenschaft. Essen 2014, S. 359–380.
- Geschlechterkonflikte um die Geschlechterordnung im Übergang. Zum neuen Antifeminismus. In: Erna Appelt, Brigitte Aulenbacher, Angelika Wetterer (Hrsg.): Gesellschaft – Feministische Krisendiagnosen. Münster 2013, S. 204–227.
- Zum Wandel der Geschlechterordnungen im globalisierten flexibilisierten Kapitalismus. Neue Herausforderungen an die Geschlechterforschung. In: Feministische Studien. 2013, 1, S. 124–130.
- Der neue Antifeminismus. Analysen und Alternativen In: Blätter für deutsche und internationale Politik. 7/2011, S. 51–59. (online)
- Von der Mittelschichtgesellschaft zur Differenzgesellschaft? Zur Dynamik der Neuen Mitte in Japan. In: Nicole Burzan, Peter Berger: Dynamiken (in) der gesellschaftlichen Mitte. Sozialstrukturanalyse. VS-Verlag, Wiesbaden 2010, S. 79–106.
- Intersektionalität. In: Ruth Becker, Beate Kortendiek (Hrsg.): Handbuch der Frauen- und Geschlechterforschung. Wiesbaden 2010, S. 158–165.
- Humanismus und Differenzen aus der Perspektive der Geschlechterforschung. In: Jörn Rüsen (Hrsg.): Perspektiven der Humanität – Menschsein im Diskurs der Disziplinen. Bielefeld 2010, S. 373–407.
- Das Private ist politisch!? Zum Verhältnis von Frauenbewegung und alternativem Milieu. In: Sven Reichardt, Detlef Siegfried: Das Alternative Milieu: Antibürgerlicher Lebensstil und linke Politik in der Bundesrepublik Deutschland und Europa 1968–1983. Wallstein, 2010, S. 375–405.
- Gender, Inequality, and Globalization. In: Ulrike Schuerkens (Hrsg.): Globalization and Transformations of Social Inequality. Routledge, London 2010, S. 175–203.
- Contemporary Challenges for gender research in the context of globalisation. In: Birgit Riegraf u. a. (Hrsg.): Gender Change in Academia. Remapping the Fields of Work, Knowledge and Politics from a Gender Perspective. VS-Verlag, Wiesbaden 2010, S. 203–216.
- Geschlecht, Klasse, Migration und soziale Ungleichheit. In: Helma Lutz (Hrsg.): Gender-Mobil? Vervielfältigung und Enträumlichung von Lebensformen – Transnationale Räume, Migration und Geschlecht. Westfälisches Dampfboot, Münster 2009, S. 25–68.